# Cleidimar Magalhães Silva
Cleidimar Magalhães Silva (* 10. September 1982 in Itabira, Minas Gerais) ist ein ehemaliger brasilianischer Fußballspieler. Er bestritt insgesamt 164 Spiele in der portugiesischen Primeira Liga und der rumänischen Liga 1. Im Jahr 2008 gewann er mit CFR Cluj die rumänische Meisterschaft.

## Karriere
Didi startete 2004 seine Karriere bei Santa Cruz FC in Brasilien. Nach einem halben Jahr wechselte er zum portugiesischen FC Marco. Im Juli 2005 wechselte er zum FC Paços de Ferreira. Im Januar 2007 wechselte er für ca. 700.000 Euro zu CFR Cluj. Nachdem er eineinhalb Jahre für FCM Târgu Mureș gespielt hatte, schloss er sich im Januar 2012 Oțelul Galați an. Im Sommer 2013 fand er keinen neuen Verein mehr und beendete seine Laufbahn.

## Erfolge
- Rumänischer Meister (1): 2007/08
- Rumänischer Pokalsieger (2): 2007/08, 2008/09